# Burgruine Thurn (Südtirol)

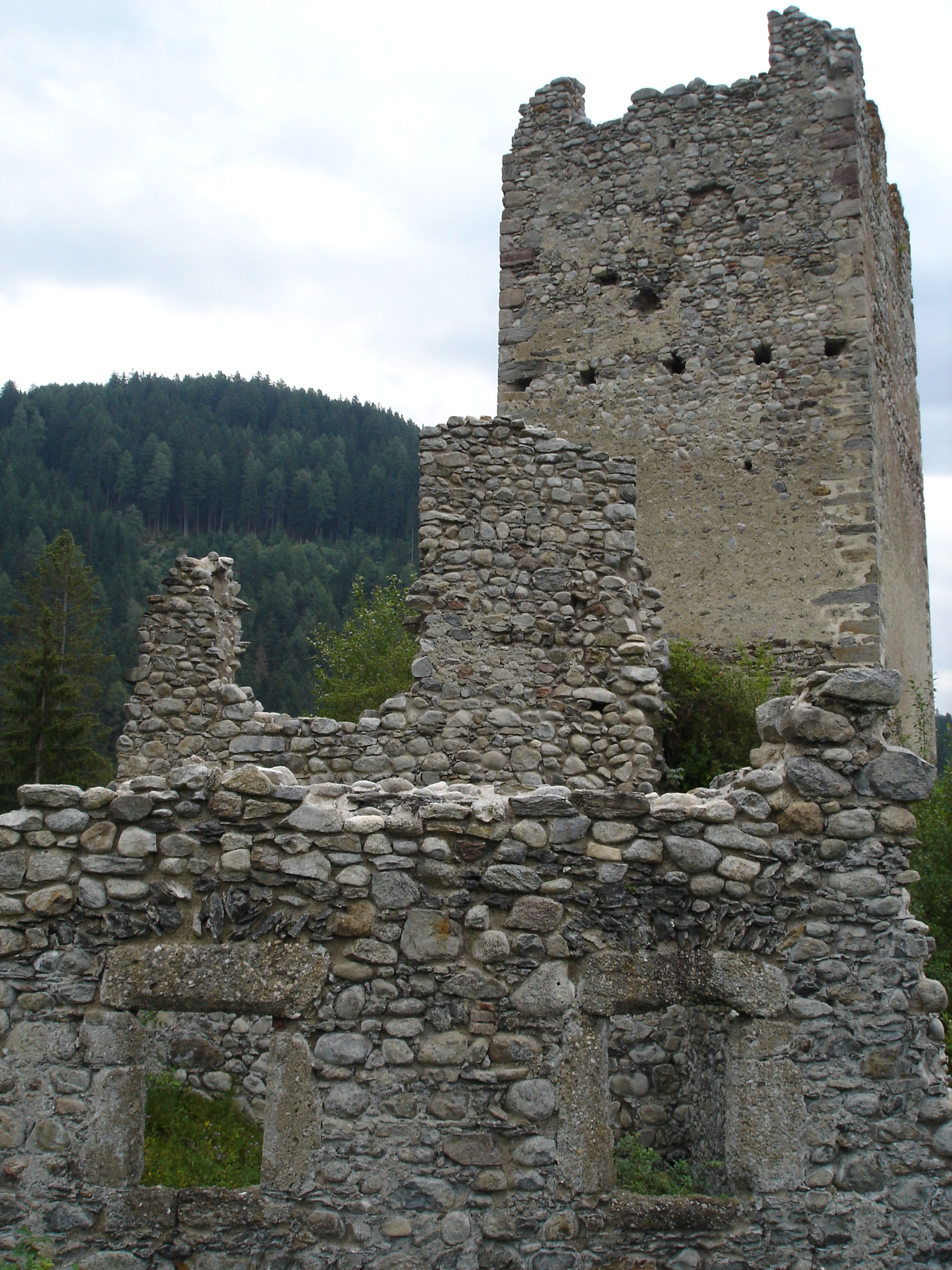
Vordergrund: Reste des Palas

Die Burgruine Thurn ist die Ruine einer Höhenburg, die im Kern wohl auf das 13. Jahrhundert zurückgeht. Sie befindet sich auf einer Hügelkuppe im Südtiroler Pustertal am Eingang des Gsieser Tals und liegt im Gemeindegebiet von Welsberg-Taisten. Die Burg ist nicht zu verwechseln mit Schloss Thurn im Gadertal.

## Geschichte
Die Anlage wurde wohl im späten 13. Jahrhundert als Sitz des jeweiligen Burggrafen errichtet – direkt gegenüber von Schloss Welsperg auf der anderen Seite des Gsieser Bachs. Als Erbauer gelten die Herren von Füllein, Dienstmannen der Grafen von Görz. Der letzte seines Geschlechts, Jodocus, verkaufte 1359 Thurn an seinen Schwager Georg von Welsperg. Im 16. Jahrhundert wurde die Anlage umgebaut und erweitert. Am 15. Mai 1765 fiel die Burg einem Brand zum Opfer. Nachdem die Welsperger 1907 ohne Nachkommen ausstarben, erbte den Besitz ein Zweig der Grafen von Thun-Hohenstein, durch Adoption Thun-Hohenstein-Welsperg. Gegenwärtiger Eigentümer ist Georg Siegmund Graf von Thun-Hohenstein-Welsperg.

## Beschreibung
Von der Burganlage ist der Palas völlig verfallen. Teile des Bergfrieds, der Ringmauer und des Zwingers sind noch erhalten.